# Tierga (kommun i Spanien)
Tierga är en kommun i Spanien.   Den ligger i provinsen Provincia de Zaragoza och regionen Aragonien, i den nordöstra delen av landet, 220 km nordost om huvudstaden Madrid. Antalet invånare är 197. Arean är 65 kvadratkilometer.
Terrängen i Tierga är kuperad norrut, men söderut är den platt.